# UEFA Europa League 2013-2014 (qualificazioni)
Questa voce raccoglie un approfondimento sulle gare dei turni preliminari dell'edizione 2013-2014 della UEFA Europa League.

## Primo turno

### Sorteggio
| Gruppo 1                                                         | Gruppo 1                                                                        | Gruppo 2                                                      | Gruppo 2                                                               | Gruppo 3                                                     | Gruppo 3                                                        | Gruppo 4                                                             | Gruppo 4                                              |
| Teste di serie                                                   | Non teste di serie                                                              | Teste di serie                                                | Non teste di serie                                                     | Teste di serie                                               | Non teste di serie                                              | Teste di serie                                                       | Non teste di serie                                    |
| ---------------------------------------------------------------- | ------------------------------------------------------------------------------- | ------------------------------------------------------------- | ---------------------------------------------------------------------- | ------------------------------------------------------------ | --------------------------------------------------------------- | -------------------------------------------------------------------- | ----------------------------------------------------- |
| Ventspils St Patrick's KR Reykjavík Inter Turku Gefle            | Glentoran Žalgiris Trans Narva Víkingur Gøta Airbus UK Broughton                | Videoton Qarabağ F91 Dudelange Vaduz Flora Tallinn            | Metalurg Skopje Milsami Orhei Chik. Sachkhere Mladost Podgorica Kukësi | Levski Sofia Sarajevo Dacia Chișinău P'yownik Xəzər-Lənkəran | Teteks Ertis Sliema Wanderers Teuta Libertas                    | Vojvodina Astra Giurgiu Zrinjski Mostar Rudar Pljevlja Botev Plovdiv | Domžale Mika Erevan Hibernians Astana UE Santa Coloma |
| Gruppo 5                                                         | Gruppo 5                                                                        | Gruppo 6                                                      | Gruppo 6                                                               | Gruppo 7                                                     | Gruppo 7                                                        |                                                                      |                                                       |
| Teste di serie                                                   | Non teste di serie                                                              | Teste di serie                                                | Non teste di serie                                                     | Teste di serie                                               | Non teste di serie                                              |                                                                      |                                                       |
| Tromsø Malmö FF Linfield Metalurgs Liepāja İnter Baku Breiðablik | Celje FC Santa Coloma IFK Mariehamn Drogheda Utd ÍF Fuglafjørður Prestatyn Town | Rosenborg Dinamo Minsk TPS Levadia Tallinn Skonto HB Tórshavn | Jeunesse Esch Crusaders ÍBV Vestmannæyja Tiraspol Kruoja Bala Town     | Žilina Aqtöbe Honvéd Valletta Differdange 03 Sūduva          | T'orp'edo Kutaisi Čelik Nikšić Ganjasar Laçi Turnovo La Fiorita |                                                                      |                                                       |

### Risultati

#### Andata
| Arbitro: | Lars Christoffersen |

|  |           |              |
|  | Marcatori | 64’ Reynaldo |

| Arbitro: | Eiko Saar |

|              |           |           |
| Ohawuchi 62’ | Marcatori | 13’ Nildo |

| Arbitro: | Boško Jovanetic |

|  |           |                                              |
|  | Marcatori | 40’ (aut.) Dubõkin 57’ Dahlberg 90+3’ Lantto |

| Arbitro: | Vasilis Dimitriou |

|             |           |  |
| Sheridan 4’ | Marcatori |  |

| Arbitro: | Aleksandrs Anufrijevs |

|  |           |                          |
|  | Marcatori | 68’ Waterworth 75’ Lowry |

| Arbitro: | George Vadachkoria |

|  |           |            |
|  | Marcatori | 44’ Jirsák |

| Tbilisi 4 luglio 2013, ore 18:00 UTC+4 | Chik. Sachkhere  | 0 – 0 referto | Vaduz | Mikheil Meskhi Stadium\| Arbitro: \| Aleksandr Gauzer \| |
| Arbitro:                               | Aleksandr Gauzer |               |       |                                                          |

| Arbitro: | Tore Hansen |

|              |           |  |
| Andronic 35’ | Marcatori |  |

| Arbitro: | Daniel Stefański |

|            |           |                            |
| Dašyan 89’ | Marcatori | 61’ Davidov 78’ Tağıbergen |

| Arbitro: | Martin Strömbergsson |

|             |           |                                         |
| Radović 16’ | Marcatori | 38’ Délczeg 41’, 62’ Holender 52’ Diaby |

| Arbitro: | Petur Reinert |

|              |           |                                 |
| Bernat 45+1’ | Marcatori | 63’ Crnov 66’ Popović 77’ Đurić |

| Arbitro: | Sascha Amhof |

|           |           |              |
| Iseni 90’ | Marcatori | 81’ Pogosyan |

| Arbitro: | Suren Baliyan |

|              |           |                                                        |
| Obiefule 78’ | Marcatori | 40’ Škuletić 43’ (aut.) Soares 50’ Oumarou 82’ Kosović |

| Arbitro: | Sergejus Slyva |

|             |           |           |
| Məmmədov 7’ | Marcatori | 72’ Adlam |

| Arbitro: | Nerijus Dunauskas |

|                           |           |  |
| Benichou 21’ Wang Chu 52’ | Marcatori |  |

| Arbitro: | Þóroddur Hjaltalín |

|  |           |                                           |
|  | Marcatori | 63’ Figueredo 72’ Palicevic 84’ Rassadkin |

| Arbitro: | Denis Scherbakov |

|          |           |            |
| Post 11’ | Marcatori | 79’ Progni |

| Arbitro: | Jari Järvinen |

|                       |           |                                        |
| Basic 23’ Valskis 85’ | Marcatori | 30’ Baldovaliev 45+1’ (rig.) Blaževski |

| Arbitro: | Leonardo Guidi |

|  |           |              |
|  | Marcatori | 84’ Lebresne |

| Arbitro: | Domagoj Vuckov |

|  |           |                          |
|  | Marcatori | 58’, 84’ Majtán 77’ Pich |

| Arbitro: | Felix Zwayer |

|              |           |                            |
| Koppinen 30’ | Marcatori | 75’ Žurej 84’ (rig.) Gobec |

| Arbitro: | Vladimir Vnuk |

|  |           |              |
|  | Marcatori | 51’ Mingazow |

| Arbitro: | Sven Bindels |

|               |           |                       |
| Parkinson 45’ | Marcatori | 16’ Kalns 62’ Šadcins |

| Sofia 4 luglio 2013, ore 21:00 UTC+3 | Levski Sofia  | 0 – 0 referto | Ertis | Georgi Asparuhov Stadion\| Arbitro: \| Orel Grinfeld \| |
| Arbitro:                             | Orel Grinfeld |               |       |                                                         |

| Arbitro: | Baris Simsek |

|                                 |           |            |
| Xhafa 29’ Dosti 68’ Mançaku 73’ | Marcatori | 38’ Pavlov |

| Arbitro: | Mark Courtney |

|                 |           |             |
| Justinussen 75’ | Marcatori | 20’ Nikkari |

| Arbitro: | Mitja Žganec |

|                          |           |                       |
| Komolov 23’ Bilinski 70’ | Marcatori | 55’ Byrne 87’ O'Brien |

| Arbitro: | Nikola Popov |

|            |           |             |
| Budrys 80’ | Marcatori | 48’ Paulius |

| Arbitro: | Christos Nicolaides |

|               |           |  |
| Melunović 19’ | Marcatori |  |

| Arbitro: | Andreas Ekberg |

|                          |           |                    |
| Vinícius 35’ Gyurcsó 41’ | Marcatori | 3’ (rig.) Markovic |

| Arbitro: | Michael Johansen |

|                |           |  |
| Damjanović 16’ | Marcatori |  |

| Dublino 4 luglio 2013, ore 19:45 UTC+1 | Drogheda Utd   | 0 – 0 referto | Malmö FF | Tallaght Stadium\| Arbitro: \| Emir Alečković \| |
| Arbitro:                               | Emir Alečković |               |          |                                                  |

| Arbitro: | Andreas Pappas |

|  |           |             |
|  | Marcatori | 84’ Budescu |

| Arbitro: | Hugo Miguel |

|           |           |                             |
| Owens 22’ | Marcatori | 45+1’ Chibuike 77’ Svensson |

| Arbitro: | Lorenc Jemini |

|  |           |                                    |
|  | Marcatori | 30’ (rig.), 50’ Denni 90+3’ Zammit |

| Arbitro: | Chris Reisch |

|                                                       |           |  |
| Hreiðarsson 19’ Hreinsson 23’, 25’ Lýðsson 61’ (rig.) | Marcatori |  |

| Reykjavík 4 luglio 2013, ore 19:15 UTC | KR Reykjavík      | 0 – 0 referto | Glentoran | KR-völlur\| Arbitro: \| Gerhard Grobelnik \| |
| Arbitro:                               | Gerhard Grobelnik |               |           |                                              |

| Arbitro: | Ádám Németh |

|                 |           |              |
| Guðmundsson 16’ | Marcatori | 66’ Davidsen |

#### Ritorno
| Arbitro: | Svein-Erik Edvartsen |

|                 |           |                |
| Ghazaryan 45+1’ | Marcatori | 85’ Stojanović |

| Arbitro: | Gunnar Jarl Jónsson |

|                             |           |              |
| Vitali 38’ (aut.) Riski 87’ | Marcatori | 80’ Wang Chu |

| Arbitro: | Robert Malek |

|                   |           |            |
| Er Rafik 55’, 75’ | Marcatori | 38’ Nimani |

| Arbitro: | Dejan Jakimovski |

|                                 |           |  |
| Gault 40’ Mulgrew 55’ Lowry 61’ | Marcatori |  |

| Arbitro: | Alexander Harkam |

|                               |           |  |
| Mirzaev 6’ Bakayev 13’ (rig.) | Marcatori |  |

| Ventspils 11 luglio 2013, ore 18:00 UTC+3 | Ventspils                 | 0 – 0 referto | Airbus UK Broughton | Ventspils Olimpiskais Centrs\| Arbitro: \| Ignasi Villamayor Rozados \| |
| Arbitro:                                  | Ignasi Villamayor Rozados |               |                     |                                                                         |

| Arbitro: | Michael Oliver |

|                                                        |           |          |
| M.Hansson 17’ Oremo 47’, 90+1’ Dahlberg 50’ Tönros 71’ | Marcatori | 82’ Lvov |

| Arbitro: | Peter Kralovic |

|                |           |  |
| Ayvazyan 90+3’ | Marcatori |  |

| Arbitro: | Wim Smet |

|                 |           |  |
| Amirguliyev 29’ | Marcatori |  |

| Arbitro: | Nikola Dabanović |

|                 |           |               |
| Kapadze 2’, 54’ | Marcatori | 35’ Beglaryan |

| Arbitro: | Jérome Efong Nzolo |

|                       |           |  |
| Knežević 90+2’ (rig.) | Marcatori |  |

| Andorra la Vella 11 luglio 2013, ore 17:30 UTC+2 | FC Santa Coloma | 0 – 0 referto | Breiðablik | Estadi Comunal d'Andorra la Vella\| Arbitro: \| Dennis Antamo \| |
| Arbitro:                                         | Dennis Antamo   |               |            |                                                                  |

| Arbitro: | Elmir Pilav |

|                          |           |                                    |
| Majtán 17’ Pich 23’, 62’ | Marcatori | 29’, 61’ Kapanadze 79’ Mzevashvili |

| Arbitro: | Clayton Pisani |

|                                                     |                      |                                            |
| Mitrov 47’ Blaževski 90+7’ (rig.)                   | Marcatori            | 43’ Valskis 52’ Radzinevicius              |
| Baldovaliev Blaževski Najdenov Tasev Mavrov Stoilov | Tiri di rigore 5 – 4 | Bašic Urba Šoblinskas Brokas Uggè Leimonas |

| Arbitro: | Andranik Arsenyan |

|  |           |                     |
|  | Marcatori | 78’ (rig.) Jacobsen |

| Dudelange 11 luglio 2013, ore 18:00 UTC+2 | F91 Dudelange       | 0 – 0 referto | Milsami Orhei | Jos Nosbaum\| Arbitro: \| Vadims Direktorenko \| |
| Arbitro:                                  | Vadims Direktorenko |               |               |                                                  |

| Arbitro: | Radek Matejek |

|            |           |  |
| George 85’ | Marcatori |  |

| Arbitro: | Siarhej Cynkevic |

|                                              |                      |                                  |
| Afanasjevs 17’                               | Marcatori            | 77’ Stephens 90+1’ Gibson        |
| Kalns Šadcins Jemelins Varažinskis Ikaunieks | Tiri di rigore 3 – 4 | Gibson Stephens Hessey Parkinson |

| Arbitro: | Michael Tykgaard |

|                                |                      |                                 |
|                                | Marcatori            | 80’ Zaričnyuk                   |
| Šabala Laizans Fertovs Osipovs | Tiri di rigore 4 – 2 | Josan Gheorghiev Grosu Shapoval |

| Arbitro: | Dumitri Muntean |

|                   |           |           |
| Hunt 6’, 21’, 50’ | Marcatori | 89’ Jones |

| Arbitro: | Aliyar Agayev |

|                                                       |           |  |
| Bykov 5’ Figueredo 14’ Sycëv 16’, 17’ Chvašcynski 70’ | Marcatori |  |

| Arbitro: | Bryn Markham-Jones |

|                   |           |  |
| Zammit 90’ (rig.) | Marcatori |  |

| Arbitro: | Kevin Azzopardi |

|           |           |  |
| Ðuric 67’ | Marcatori |  |

| Arbitro: | Enea Jorgji |

|            |           |             |
| Sutter 29’ | Marcatori | 2’ Jighauri |

| Arbitro: | Anatolij Abdula |

|                          |           |  |
| Forsberg 45’ Kroon 90+4’ | Marcatori |  |

| Arbitro: | Mervyn Smyth |

|  |           |                                   |
|  | Marcatori | 21’ (rig.) Tskhadadze 86’ Javadov |

| Arbitro: | Sebastian Colțescu |

|  |           |                           |
|  | Marcatori | 4’ Andersen 16’ Moldskred |

| Arbitro: | Aljaksej Kul'bakoŭ |

|                                                                                 |           |                      |
| Høiland 15’ Chibuike 34’, 50’ Dockal 57’ Mikkelsen 60’ Sørloth 72’ Svensson 90’ | Marcatori | 49’ Leeman 68’ Owens |

| Arbitro: | Nikolaj Hänni |

|                        |           |  |
| Stoleru 20’ Pavlov 75’ | Marcatori |  |

| Tirana 11 luglio 2013, ore 19:30 UTC+2 | Kukësi             | 0 – 0 referto | Flora Tallinn | Qemal Stafa Stadium\| Arbitro: \| Mark Steven Whitby \| |
| Arbitro:                               | Mark Steven Whitby |               |               |                                                         |

| Arbitro: | Pavle Radovanovic |

|                                                              |           |  |
| Ognjanov 54’ Vander 56’ (rig.) Nedelev 58’, 75’ Grncarov 71’ | Marcatori |  |

| Arbitro: | Jaroslav Kozyk |

|                              |           |  |
| Vidmar 50’ (aut.) Bukari 62’ | Marcatori |  |

| Arbitro: | Robert Rogers |

|  |           |                     |
|  | Marcatori | 90’ (rig.) Bergsson |

| Arbitro: | Georgi Kabakov |

|  |           |                                  |
|  | Marcatori | 23’ Martin 65’, 90+2’ Saevarsson |

| Arbitro: | T'ornike Gvantseladze |

|                                |           |                                       |
| Alivodic 40’ Škuletić 62’, 67’ | Marcatori | 42’ (aut.) Škuletić 47’ (rig.) Failla |

| Arbitro: | Jonathan Lardot |

| |           |  |
| Holender 14’ Diaby 23’ Diarra 36’ Délczeg 49’ (rig.) Testardi 66’ (rig.) 75’, 87’ Alcibiade 67’ Kozma 81’ | Marcatori |  |

| Arbitro: | Igor Pristovnik |

|                    |           |                           |
| Brennan 85’ (rig.) | Marcatori | 45+1’ Kuklys 52’ Bilinski |

| Arbitro: | Rahim Hasanov |

|             |           |                          |
| Morelli 28’ | Marcatori | 2’ Haurdić 45’ Todorović |

### Tabella riassuntiva
| Squadra 1           | Totale          | Squadra 2         | Andata | Ritorno     |
| ------------------- | --------------- | ----------------- | ------ | ----------- |
| Víkingur Gøta       | 2 - 1           | Inter Turku       | 1 - 1  | 1 - 0       |
| Žalgiris            | 4 - 3           | St Patrick's      | 2 - 2  | 2 - 1       |
| Airbus UK Broughton | 1 - 1 (gfc)     | Ventspils         | 1 - 1  | 0 - 0       |
| Trans Narva         | 1 - 8           | Gefle             | 0 - 3  | 1 - 5       |
| KR Reykjavík        | 3 - 0           | Glentoran         | 0 - 0  | 3 - 0       |
| Chik. Sachkhere     | 1 - 1 (gfc)     | Vaduz             | 0 - 0  | 1 - 1       |
| Milsami Orhei       | 1 - 0           | F91 Dudelange     | 1 - 0  | 0 - 0       |
| Metalurg Skopje     | 0 - 2           | Qarabağ           | 0 - 1  | 0 - 1       |
| Videoton            | 2 - 2 (gfc)     | Mladost Podgorica | 2 - 1  | 0 - 1       |
| Flora Tallinn       | 1 - 1 (gfc)     | Kukësi            | 1 - 1  | 0 - 0       |
| Teteks              | 1 - 2           | P'yownik          | 1 - 1  | 0 - 1       |
| Teuta               | 3 - 3 (gfc)     | Dacia Chișinău    | 3 - 1  | 0 - 2       |
| Sarajevo            | 3 - 1           | Libertas          | 1 - 0  | 2 - 1       |
| Sliema Wanderers    | 1 - 2           | Xəzər-Lənkəran    | 1 - 1  | 0 - 1       |
| Levski Sofia        | 0 - 2           | Ertis             | 0 - 0  | 0 - 2       |
| Hibernians          | 3 - 7           | Vojvodina         | 1 - 4  | 2 - 3       |
| Astana              | 0 - 6           | Botev Plovdiv     | 0 - 1  | 0 - 5       |
| UE Santa Coloma     | 1 - 4           | Zrinjski Mostar   | 1 - 3  | 0 - 1       |
| Domžale             | 0 - 3           | Astra Giurgiu     | 0 - 1  | 0 - 2       |
| Rudar Pljevlja      | 2 - 1           | Mika Erevan       | 1 - 0  | 1 - 1       |
| Breiðablik          | 4 - 0           | FC Santa Coloma   | 4 - 0  | 0 - 0       |
| Drogheda Utd        | 0 - 2           | Malmö FF          | 0 - 0  | 0 - 2       |
| İnter Baku          | 3 - 1           | IFK Mariehamn     | 1 - 1  | 2 - 0       |
| ÍF Fuglafjørður     | 0 - 5           | Linfield          | 0 - 2  | 0 - 3       |
| Prestatyn Town      | 3 - 3 (4-3 dcr) | Metalurgs Liepāja | 1 - 2  | 2 - 1 (dts) |
| Tromsø              | 3 - 2           | Celje             | 1 - 2  | 2 - 0       |
| Tiraspol            | 1 - 1 (2-4 dcr) | Skonto            | 0 - 1  | 1 - 0 (dts) |
| Crusaders           | 3 - 9           | Rosenborg         | 1 - 2  | 2 - 7       |
| ÍBV Vestmannæyja    | 2 - 1           | HB Tórshavn       | 1 - 1  | 1 - 0       |
| Jeunesse Esch       | 3 - 2           | TPS               | 2 - 0  | 1 - 2       |
| Bala Town           | 2 - 3           | Levadia Tallinn   | 1 - 0  | 1 - 3       |
| Kruoja              | 0 - 8           | Dinamo Minsk      | 0 - 3  | 0 - 5       |
| La Fiorita          | 0 - 4           | Valletta          | 0 - 3  | 0 - 1       |
| Laçi                | 1 - 3           | Differdange 03    | 0 - 1  | 1 - 2       |
| Ganjasar            | 2 - 4           | Aqtöbe            | 1 - 2  | 1 - 2       |
| Čelik Nikšić        | 1 - 13          | Honvéd            | 1 - 4  | 0 - 9       |
| T'orp'edo Kutaisi   | 3 - 6           | Žilina            | 0 - 3  | 3 - 3       |
| Sūduva              | 4 - 4 (4-5 dcr) | Turnovo           | 2 - 2  | 2 - 2 (dts) |

## Secondo turno

### Sorteggio
| Gruppo 1                                                    | Gruppo 1                                                    | Gruppo 2                                                    | Gruppo 2                                                              | Gruppo 3                                               | Gruppo 3                                                        | Gruppo 4                                                   | Gruppo 4                                                 |
| Teste di serie                                              | Non teste di serie                                          | Teste di serie                                              | Non teste di serie                                                    | Teste di serie                                         | Non teste di serie                                              | Teste di serie                                             | Non teste di serie                                       |
| ----------------------------------------------------------- | ----------------------------------------------------------- | ----------------------------------------------------------- | --------------------------------------------------------------------- | ------------------------------------------------------ | --------------------------------------------------------------- | ---------------------------------------------------------- | -------------------------------------------------------- |
| Sparta Praga Thun Skoda Xanthī Aqtöbe Sarajevo              | Häcken Linfield Chik. Sachkhere Kukësi Hødd                 | Aalborg Maccabi Haifa Omonia Hajduk Spalato Ventspils       | Astra Giurgiu Dila Gori Turnovo Xəzər-Lənkəran Jeunesse Esch          | Rubin Slovan Liberec Śląsk Breslavia Malmö FF Pandurii | Hibernian Levadia Tallinn Skonto Jagodina Rudar Pljevlja        | Hapoel Tel Aviv Debrecen Žalgiris Rijeka Petrolul Ploiești | Víkingur Gøta Strømsgodset Prestatyn Town P'yownik Beroe |
| Gruppo 5                                                    | Gruppo 5                                                    | Gruppo 6                                                    | Gruppo 6                                                              | Gruppo 7                                               | Gruppo 7                                                        | Gruppo 8                                                   | Gruppo 8                                                 |
| Teste di serie                                              | Non teste di serie                                          | Teste di serie                                              | Non teste di serie                                                    | Teste di serie                                         | Non teste di serie                                              | Teste di serie                                             | Non teste di serie                                       |
| Lech Poznań Žilina Stella Rossa Šachcër Salihorsk Vojvodina | Milsami Orhei Honvéd Honka Olimpia Lubiana ÍBV Vestmannæyja | Standard Liegi Čornomorec' Tromsø Dinamo Minsk IFK Göteborg | KR Reykjavík Dacia Chișinău Lokomotiva Zagabria İnter Baku AS Trenčín | Trabzonspor Rosenborg Botev Plovdiv Qarabağ Minsk      | Piast Gliwice Valletta Zrinjski Mostar St. Johnstone Derry City | Anorthōsis Utrecht Ertis Sturm Graz Mladost Podgorica      | Senica Differdange 03 Gefle Široki Brijeg Breiðablik     |

### Risultati

#### Andata
| Tallinn 16 luglio 2013, ore 19:00 UTC+3 | Levadia Tallinn | 0 – 0 referto | Pandurii | Kadrioru\| Arbitro: \| Marco Borg \| |
| Arbitro:                                | Marco Borg      |               |          |                                      |

| Arbitro: | Pawel Raczkowski |

|                                     |           |                      |
| Shomko 14’ Yurin 41’ Suyumbayev 86’ | Marcatori | 56’ Kordić 64’ Šilić |

| Arbitro: | Marco Fritz |

|                                     |           |  |
| Modebadze 61’ Gorelishvili 78’, 90’ | Marcatori |  |

| Arbitro: | Sergei Lapochkin |

|                     |           |  |
| Hoffmann 10’ (aut.) | Marcatori |  |

| Arbitro: | Lee Probert |

|            |           |                                          |
| Vasara 17’ | Marcatori | 11’ Ubiparip 53’ Teodorczyk 71’ Kaminski |

| Arbitro: | Mattias Gestraniuso |

|           |           |           |
| Sitko 16’ | Marcatori | 56’ Leucă |

| Arbitro: | Richard Trutz |

|                 |           |                     |
| Veselinović 62’ | Marcatori | 11’ Šitum 41’ Mišić |

| Arbitro: | Damir Batinic |

|                          |           |           |
| Richard 40’ Reynaldo 83’ | Marcatori | 19’ Robak |

| Arbitro: | Vitali Meshkov |

|                                  |           |                                |
| Knežević 53’ (rig.) Ishihara 85’ | Marcatori | 33’ Kalabiška 76’ Diarrassouba |

| Arbitro: | Daniel Stefański |

|                           |           |                      |
| Šabala 39’ Karašausks 47’ | Marcatori | 8’ (aut.) Grybauskas |

| Arbitro: | Vlado Glodjovic |

|             |           |                                      |
| Hristov 25’ | Marcatori | 5’ Sasha 9’, 54’ Damari 60’ Shechter |

| Arbitro: | Padraig Sutton |

|                |           |              |
| Simeunovic 21’ | Marcatori | 48’ Kortzorg |

| Arbitro: | Stavros Tritsonis |

|             |           |  |
| Standal 28’ | Marcatori |  |

| Arbitro: | Slavko Vinčić |

|                       |           |  |
| Ezra 37’ Turgeman 55’ | Marcatori |  |

| Arbitro: | Rene Eisner |

|                        |           |  |
| Hamad 11’ Eriksson 13’ | Marcatori |  |

| Arbitro: | Marius Avram |

|                       |           |                       |
| Horn 53’ Kovács 90+3’ | Marcatori | 36’ 55’ (rig.) Sidibé |

| Arbitro: | Marios Panayi |

|                              |           |  |
| de Lucas 26’ Grozav 49’, 68’ | Marcatori |  |

| Arbitro: | Yuriy Mozharovsky |

|                           |           |  |
| Ondrášek 43’ Andersen 62’ | Marcatori |  |

| Arbitro: | Mike Dean |

|                           |           |  |
| Samodin 46’ Antonov 90+4’ | Marcatori |  |

| Helsingborg 18 luglio 2013, ore 19:00 UTC+2 | IFK Göteborg           | 0 – 0 referto | AS Trenčín | Olympia\| Arbitro: \| Paolo Silvio Mazzoleni \| |
| Arbitro:                                    | Paolo Silvio Mazzoleni |               |            |                                                 |

| Arbitro: | Halis Özkahya |

|  |           |            |
|  | Marcatori | 18’ Wright |

| Arbitro: | Andrea De Marco |

|                                       |           |  |
| García 12’ (rig.) Colautti 33’, 90+4’ | Marcatori |  |

| Arbitro: | Adrien Jaccottet |

|                                     |           |                                  |
| Hoxha 24’ Popović 45+1’ Allmuça 58’ | Marcatori | 32’ (aut.) Popović 33’ Todorović |

| Arbitro: | Ivaylo Stoyanov |

|                          |           |  |
| Sanogo 12’ Schirinzi 38’ | Marcatori |  |

| Arbitro: | Oliver Drachta |

|            |           |            |
| Fenech 45’ | Marcatori | 6’ Sačyŭka |

| Arbitro: | Alain Bieri |

|                   |           |            |
| Er Rafik 26’, 57’ | Marcatori | 2’ Mulenga |

| Arbitro: | Kenn Hansen |

|                              |           |                                     |
| Damjanović 72’ Lepović 90+2’ | Marcatori | 12’ Prudnikov 21’ Natkho 87’ Rondón |

| Arbitro: | Menashe Masiah |

|                          |           |  |
| Bilinski 46’ Leliuga 66’ | Marcatori |  |

| Arbitro: | Javier Estrada |

|                 |           |                            |
| Lafata 33’, 66’ | Marcatori | 69’ Mohammed 77’ Makondele |

| Arbitro: | Nicolas Rainville |

|  |           |           |
|  | Marcatori | 25’ Burns |

| Arbitro: | Richard Liesveld |

|                      |           |                        |
| Bencun 8’ Maloca 79’ | Marcatori | 45+1’ (rig.) Blaževski |

| Arbitro: | Maksim Layushkin |

|          |           |             |
| Tembo 8’ | Marcatori | 66’ Andrade |

| Arbitro: | Luca Banti |

|                           |           |  |
| Pečnik 12’ Mijailović 76’ | Marcatori |  |

| Arbitro: | Ruddy Buquet |

|                                  |           |  |
| Trajković 19’ Vranješ 71’ (rig.) | Marcatori |  |

| Arbitro: | Artyom Kuchin |

|                                                                 |           |                         |
| Mierzejewski 10’ Paulo Henrique 15’ Molloy 39’ (aut.) Kaçar 52’ | Marcatori | 24’ McDaid 32’ Kavanagh |

| Arbitro: | Andreas Ekberg |

|                                    |           |  |
| Paixão 5’, 9’ Sobota 56’ Plaku 70’ | Marcatori |  |

| Arbitro: | Kristo Tohver |

|                                      |           |             |
| Šporar 19’ Đurković 26’ Ivelja 90+3’ | Marcatori | 82’ Škvarka |

| Arbitro: | Carlos Gómez |

|                                               |           |  |
| Benko 19’, 23’, 59’ Jugović 67’ Zlomislić 85’ | Marcatori |  |

| Arbitro: | Christian Dingert |

|                 |           |                                     |
| Finnbogason 35’ | Marcatori | 44’ Kanu 62’ Batshuayi 90+1’ M'Poku |

| Kópavogur 18 luglio 2013, ore 19:15 UTC | Breiðablik    | 0 – 0 referto | Sturm Graz | Kópavogsvöllur\| Arbitro: \| Ognjen Valjić \| |
| Arbitro:                                | Ognjen Valjić |               |            |                                               |

#### Ritorno
| Arbitro: | Antti Munukka |

|               |           |  |
| Karadeniz 52’ | Marcatori |  |

| Arbitro: | Mihaly Fabian |

|                                        |                      |                              |
| Guilherme 6’                           | Marcatori            | 30’ Kašeuski                 |
| Guilherme Pătraș Iavorschi Gheți Ciofu | Tiri di rigore 4 – 2 | Kašeuski Kolomyts Sitko Uggè |

| Arbitro: | Artur Soares |

|              |           |             |
| Adi 15’, 71’ | Marcatori | 82’ Haglund |

| Arbitro: | Alexander Kostadinov |

|                        |           |  |
| Vasiljuk 53’ Kibuk 53’ | Marcatori |  |

| Arbitro: | Jakob Kehlet |

|               |           |  |
| Paur 38’, 55’ | Marcatori |  |

| Arbitro: | Stanislav Todorov |

|                      |           |                          |
| Matras 29’ Robak 36’ | Marcatori | 8’ George 108’ Kapolongo |

| Arbitro: | Luc Wouters |

|                            |           |                       |
| Jovanović 57’ Bambur 90+2’ | Marcatori | 31’ Sobota 34’ Paixão |

| Arbitro: | Arnold Hunter |

|            |           |            |
| Pandev 70’ | Marcatori | 60’ Caktaš |

| Arbitro: | Mete Kalkavan |

|              |           |                                                  |
| Benichou 39’ | Marcatori | 33’ Paulius 47’ Žigajevs 51’ Yanchuk 65’ Turkovs |

| Arbitro: | Ante Vucemilović-Simunović |

|                  |           |                                               |
| Rekhviashvili 6’ | Marcatori | 45’ (aut.) Lomashvili 49’ Cássio 84’ Scheuwly |

| Arbitro: | Ján Valášek |

|                 |           |  |
| Davydov 6’, 51’ | Marcatori |  |

| Arbitro: | Harald Lechner |

|              |           |                   |
| Ayvazyan 55’ | Marcatori | 88’ (rig.) Kuklys |

| Arbitro: | Tasos Sidiropoulos |

|  |           |               |
|  | Marcatori | 38’ Hreinsson |

| Arbitro: | Eli Hacmon |

|                |           |  |
| Tskhadadze 76’ | Marcatori |  |

| Arbitro: | Danny Makkelie |

|  |           |                                                                                    |
|  | Marcatori | 7’ Turgeman 10’ Katan 13’ (rig.) 62’ Rayos 26’, 44’ Abuhatzira 41’ Ezra 76’ Golasa |

| Arbitro: | Kristinn Jakobsson |

|                                           |           |  |
| Orlov 25’, 86’ Faltsetas 67’ Dahlberg 87’ | Marcatori |  |

| Arbitro: | Carlos Xistra |

|                       |           |                       |
| Damari 22’ (rig.) 61’ | Marcatori | 45’ Krumov 71’ Caiado |

| Arbitro: | Tobias Welz |

|              |           |  |
| Ericsson 84’ | Marcatori |  |

| Arbitro: | Steven McLean |

|               |           |                                     |
| Gikiewicz 55’ | Marcatori | 39’ (aut.) Scaramozzino 69’ Budescu |

| Arbitro: | Ken Henry Johnsen |

|             |           |  |
| Delarge 14’ | Marcatori |  |

| Arbitro: | Tamás Bognár |

|                                             |           |  |
| Matulevicius 7’ Erico 35’, 57’ Breeveld 39’ | Marcatori |  |

| Arbitro: | Serdar Gözübüyük |

|                          |           |         |
| Orlovschi 45+3’ Orbu 64’ | Marcatori | 26’ Haj |

| Arbitro: | Clément Turpin |

|                          |           |  |
| Ognyanov 80’ Nedelev 88’ | Marcatori |  |

| Arbitro: | Anar Salmanov |

|  |           |              |
|  | Marcatori | 38’ Kaljević |

| Arbitro: | Nikolai Yordanov |

|                       |           |                                             |
| Mulenga 45’, 49’, 54’ | Marcatori | 26’ Er Rafik 64’ (rig.) Franzoni 72’ Bastos |

| Arbitro: | Kevin Clancy |

|                     |           |                                    |
| Mišić 68’ Šitum 72’ | Marcatori | 41’, 82’ Veselinović 59’ Figueredo |

| Arbitro: | Saïd Ennjimi |

|  |           |                                                |
|  | Marcatori | 5’ (aut.) Gregersen 11’, 63’ Younés 77’ Grozav |

| Arbitro: | Dimitar Meckarovski |

|  |           |                                     |
|  | Marcatori | 37’ Močinić 40’ Boras 66’ Mujanović |

| Aalborg 25 luglio 2013, ore 20:15 UTC+4 | Aalborg      | 0 – 0 referto | Dila Gori | Aalborg Stadion\| Arbitro: \| Robert Malek \| |
| Arbitro:                                | Robert Malek |               |           |                                               |

| Arbitro: | Ilias Spathas |

|  |           |                                           |
|  | Marcatori | 35’ Kovács 51’ Adjei-Boateng 58’ Storflor |

| Arbitro: | Yevhen Aranovskiy |

|                            |           |             |
| Bulot 26’ Ezekiel 68’, 72’ | Marcatori | 69’ Atlason |

| Vestmannaeyjar 25 luglio 2013, ore 18:30 UTC | ÍBV Vestmannæyja | 0 – 0 referto | Stella Rossa | Hasteinsvöllur\| Arbitro: \| István Kovács \| |
| Arbitro:                                     | István Kovács    |               |              |                                               |

| Arbitro: | Stephan Studer |

|            |           |                                      |
| Diarra 44’ | Marcatori | 27’ Bilbija 40’ Alivodić 64’ Vranješ |

| Arbitro: | Alan Kelly |

|                        |           |  |
| Ješe 20’ Ivanković 76’ | Marcatori |  |

| Arbitro: | Miroslav Zelinka |

|         |           |              |
| May 21’ | Marcatori | 5’ Søderlund |

| Arbitro: | Michael Lerjéus |

|  |           |                                     |
|  | Marcatori | 56’, 82’ Paulo Henrique 90’ Özelmir |

| Arbitro: | Sébastien Delferière |

|  |           |                                                                                  |
|  | Marcatori | 21’ Eriksson 26’ Forsberg 30’ Halsti 42’ Albornoz 60’ Rantie 64’ Hamad 72’ Kroon |

| Arbitro: | Aleksei Eskov |

|           |           |                      |
| Gault 99’ | Marcatori | 26’, 105’ Marcelinho |

| Arbitro: | Eitan Shemeulevitch |

|                            |           |             |
| Teodorczyk 6’ Kedziora 41’ | Marcatori | 8’ Koskinen |

| Sarajevo 25 luglio 2013, ore 21:00 UTC+2 | Sarajevo       | 0 – 0 referto | Kukësi | Stadio Asim Ferhatović Hase\| Arbitro: \| Mikhail Vilkov \| |
| Arbitro:                                 | Mikhail Vilkov |               |        |                                                             |

### Tabella riassuntiva
| Squadra 1         | Totale          | Squadra 2           | Andata | Ritorno     |
| ----------------- | --------------- | ------------------- | ------ | ----------- |
| Sparta Praga      | 2 - 3           | Häcken              | 2 - 2  | 0 - 1       |
| Kukësi            | 3 - 2           | Sarajevo            | 3 - 2  | 0 - 0       |
| Thun              | 5 - 1           | Chik. Sachkhere     | 2 - 0  | 3 - 1       |
| Skoda Xanthī      | 2 - 2 (gfc)     | Linfield            | 0 - 1  | 2 - 1 (dts) |
| Hødd              | 1 - 2           | Aqtöbe              | 1 - 0  | 0 - 2       |
| Dila Gori         | 3 - 0           | Aalborg             | 3 - 0  | 0 - 0       |
| Maccabi Haifa     | 10 - 0          | Xəzər-Lənkəran      | 2 - 0  | 8 - 0       |
| Hajduk Spalato    | 3 - 2           | Turnovo             | 2 - 1  | 1 - 1       |
| Ventspils         | 5 - 1           | Jeunesse Esch       | 1 - 0  | 4 - 1       |
| Astra Giurgiu     | 3 - 2           | Omonia              | 1 - 1  | 2 - 1       |
| Skonto            | 2 - 2 (gfc)     | Slovan Liberec      | 2 - 1  | 0 - 1       |
| Levadia Tallinn   | 0 - 4           | Pandurii            | 0 - 0  | 0 - 4       |
| Śląsk Breslavia   | 6 - 2           | Rudar Pljevlja      | 4 - 0  | 2 - 2       |
| Malmö FF          | 9 - 0           | Hibernian           | 2 - 0  | 7 - 0       |
| Jagodina          | 2 - 4           | Rubin               | 2 - 3  | 0 - 1       |
| Strømsgodset      | 5 - 2           | Debrecen            | 2 - 2  | 3 - 0       |
| Petrolul Ploiești | 7 - 0           | Víkingur Gøta       | 3 - 0  | 4 - 0       |
| Rijeka            | 8 - 0           | Prestatyn Town      | 5 - 0  | 3 - 0       |
| Žalgiris          | 3 - 1           | P'yownik            | 2 - 0  | 1 - 1       |
| Beroe             | 3 - 6           | Hapoel Tel Aviv     | 1 - 4  | 2 - 2       |
| Honka             | 2 - 5           | Lech Poznań         | 1 - 3  | 1 - 2       |
| Stella Rossa      | 2 - 0           | ÍBV Vestmannæyja    | 2 - 0  | 0 - 0       |
| Šachcër Salihorsk | 2 - 2 (2-4 dcr) | Milsami Orhei       | 1 - 1  | 1 - 1 (dts) |
| Vojvodina         | 5 - 1           | Honvéd              | 2 - 0  | 3 - 1       |
| Olimpia Lubiana   | 3 - 3 (gfc)     | Žilina              | 3 - 1  | 0 - 2       |
| Tromsø            | 2 - 1           | İnter Baku          | 2 - 0  | 0 - 1       |
| Čornomorec'       | 3 - 2           | Dacia Chișinău      | 2 - 0  | 1 - 2       |
| IFK Göteborg      | 1 - 2           | AS Trenčín          | 0 - 0  | 1 - 2       |
| Dinamo Minsk      | 4 - 4 (gfc)     | Lokomotiva Zagabria | 1 - 2  | 3 - 2       |
| KR Reykjavík      | 2 - 6           | Standard Liegi      | 1 - 3  | 1 - 3       |
| Zrinjski Mostar   | 1 - 3           | Botev Plovdiv       | 1 - 1  | 0 - 2       |
| Qarabağ           | 4 - 3           | Piast Gliwice       | 2 - 1  | 2 - 2 (dts) |
| Rosenborg         | 1 - 2           | St. Johnstone       | 0 - 1  | 1 - 1       |
| Trabzonspor       | 7 - 2           | Derry City          | 4 - 2  | 3 - 0       |
| Valletta          | 1 - 3           | Minsk               | 1 - 1  | 0 - 2       |
| Mladost Podgorica | 3 - 2           | Senica              | 2 - 2  | 1 - 0       |
| Anorthōsis        | 3 - 4           | Gefle               | 3 - 0  | 0 - 4       |
| Breiðablik        | 1 - 0           | Sturm Graz          | 0 - 0  | 1 - 0       |
| Ertis             | 3 - 4           | Široki Brijeg       | 3 - 2  | 0 - 2       |
| Differdange 03    | 5 - 4           | Utrecht             | 2 - 1  | 3 - 3       |

## Terzo turno

### Sorteggio
| Gruppo 1                                                                | Gruppo 1                                                                     | Gruppo 2                                                    | Gruppo 2                                                          | Gruppo 3                                                                  | Gruppo 3                                                           |
| Teste di serie                                                          | Non teste di serie                                                           | Teste di serie                                              | Non teste di serie                                                | Teste di serie                                                            | Non teste di serie                                                 |
| ----------------------------------------------------------------------- | ---------------------------------------------------------------------------- | ----------------------------------------------------------- | ----------------------------------------------------------------- | ------------------------------------------------------------------------- | ------------------------------------------------------------------ |
| Udinese Club Bruges Trabzonspor Maccabi Haifa Astra Giurgiu Čornomorec' | Stella Rossa Śląsk Breslavia Ventspils Dinamo Minsk AS Trenčín Široki Brijeg | Rubin Lech Poznań Zurigo Swansea City Breiðablik Vitesse    | Slovan Liberec Randers Aqtöbe Malmö FF Petrolul Ploiești Žalgiris | Siviglia Hapoel Tel Aviv Dila Gori Differdange 03 Metalurh Donec'k Kuban' | Hajduk Spalato Motherwell Tromsø Kukësi Pandurii Mladost Podgorica |
| Gruppo 4                                                                | Gruppo 4                                                                     | Gruppo 5                                                    | Gruppo 5                                                          |                                                                           |                                                                    |
| Teste di serie                                                          | Non teste di serie                                                           | Teste di serie                                              | Non teste di serie                                                |                                                                           |                                                                    |
| Stoccarda Saint-Étienne Gefle Žilina Rapid Vienna Strømsgodset          | Asteras Tripolīs Jablonec Qarabağ Milsami Orhei Rijeka Botev Plovdiv         | Standard Liegi Häcken St. Johnstone Bursaspor Estoril Praia | Thun Skoda Xanthī Vojvodina Minsk Hapoel Ramat Gan                |                                                                           |                                                                    |

### Risultati

#### Andata
| Arbitro: | Christian Dingert |

|             |           |                                |
| Holúbek 82’ | Marcatori | 8’ Budescu 49’ Tembo 51’ Fatai |

| Ventspils 1º agosto 2013, ore 19:00 UTC+3 | Ventspils  | 0 – 0 referto | Maccabi Haifa | Ventspils Olimpiskais Centrs\| Arbitro: \| Marco Borg \| |
| Arbitro:                                  | Marco Borg |               |               |                                                          |

| Arbitro: | Rene Eisner |

|  |           |                    |
|  | Marcatori | 41’ Paulo Henrique |

| Arbitro: | Carlos Del Cerro |

|            |           |                 |
| Grozav 84’ | Marcatori | 53’ (rig.) Reis |

| Arbitro: | Libor Kovarík |

|                       |           |  |
| Khayrullin 90’ (rig.) | Marcatori |  |

| Arbitro: | Leontios Trattou |

|                                 |           |                  |
| Piták 12’ (rig.) Vošahlík 90+1’ | Marcatori | 38’ (aut.) Beneš |

| Arbitro: | Nicolas Rainville |

|              |           |  |
| Reynaldo 89’ | Marcatori |  |

| Arbitro: | Marcin Borski |

|  |           |             |
|  | Marcatori | 70’ MacLean |

| Arbitro: | Kenn Hansen |

|                                             |           |               |
| Riera 32’ Dja Djédjé 38’ Antonov 78’ (rig.) | Marcatori | 59’ Savićević |

| Arbitro: | Fernando Teixeira Vitienes |

|             |           |                           |
| Borring 61’ | Marcatori | 12’ Torbinskij 42’ Rondón |

| Arbitro: | Vlado Glođović |

|            |           |  |
| Kuklys 44’ | Marcatori |  |

| Arbitro: | Anar Salmanov |

|              |           |  |
| Ondrášek 76’ | Marcatori |  |

| Arbitro: | Marco Fritz |

|                        |           |            |
| Sharbini 3’ Kvržić 59’ | Marcatori | 74’ Majtán |

| Arbitro: | Mattias Gestranius |

|              |           |                |
| Ericsson 64’ | Marcatori | 33’, 63’ Zuffi |

| Arbitro: | Artyom Kuchin |

|                         |           |  |
| Malacarne 6’ Malota 84’ | Marcatori |  |

| Arbitro: | Lee Probert |

|             |           |              |
| Galchev 73’ | Marcatori | 67’ Ibišević |

| Arbitro: | Steven McLean |

|                           |           |                              |
| Vulićević 71’ Oumarou 81’ | Marcatori | 36’ (rig.) Batalla 90’ Taiwo |

| Arbitro: | Vitali Meshkov |

|           |           |           |
| Nistor 4’ | Marcatori | 29’ Sasha |

| Arbitro: | Liran Liany |

|                  |           |                      |
| Rabušic 66’, 81’ | Marcatori | 5’ (rig.) Chiumiento |

| Arbitro: | Padraig Sutton |

|                            |           |  |
| Brandão 3’, 82’ Cohade 21’ | Marcatori |  |

| Arbitro: | Kevin Blom |

|                |           |                 |
| Zisopoulos 27’ | Marcatori | 32’ (rig.) Boyd |

| Arbitro: | Sascha Kever |

|         |           |                       |
| Dié 36’ | Marcatori | 18’ Mujangi 74’ Bulot |

| Arbitro: | Halis Özkahya |

|           |           |                               |
| Ćorić 77’ | Marcatori | 16’ Di Natale 31’, 39’ Muriel |

| Arbitro: | Anthony Taylor |

|           |           |  |
| Plaku 65’ | Marcatori |  |

| Arbitro: | Paolo Silvio Mazzoleni |

|                                     |           |  |
| Michu 37’ Bony 55’, 59’ Pozuelo 86’ | Marcatori |  |

| Arbitro: | Alain Bieri |

|  |           |                |
|  | Marcatori | 52’, 78’ Popov |

| Arbitro: | Eitan Shemeulevitch |

|  |           |              |
|  | Marcatori | 24’ Iluridze |

| Estoril 1º agosto 2013, ore 20:00 UTC+1 | Estoril Praia | 0 – 0 referto | Hapoel Ramat Gan | Estádio António Coimbra da Mota\| Arbitro: \| Fredy Fautrel \| |
| Arbitro:                                | Fredy Fautrel |               |                  |                                                                |

| Arbitro: | Slavko Vinčić |

|                                            |           |  |
| Bacca 18’ Perotti 82’ (rig.) Carriço 90+1’ | Marcatori |  |

#### Ritorno
| Arbitro: | Antonio Damato |

|             |           |              |
| Mihálik 89’ | Marcatori | 50’ Pokrivac |

| Arbitro: | Tamás Bognár |

|             |           |  |
| Dolidze 82’ | Marcatori |  |

| Arbitro: | Kevin Clancy |

|                           |           |  |
| Navas 18’ R. Eremenko 86’ | Marcatori |  |

| Arbitro: | Bülent Yildirim |

|              |           |  |
| Dimitrov 27’ | Marcatori |  |

| Arbitro: | Michael Lerjéus |

|                                    |           |  |
| Smirnovs 35’ (aut.) Rayos 41’, 53’ | Marcatori |  |

| Arbitro: | Paolo Valeri |

|                   |           |                     |
| Damari 21’ (rig.) | Marcatori | 34’ Eric 50’ Ciucur |

| Arbitro: | Ken Henry Johnsen |

|                                 |           |             |
| Teodorczyk 87’ Perić 90’ (aut.) | Marcatori | 29’ Leliuga |

| Arbitro: | Cristian Balaj |

|                    |           |  |
| McManus 51’ (aut.) | Marcatori |  |

| Arbitro: | Ilias Spathas |

|  |           |                                      |
|  | Marcatori | 29’ Brandão 39’ Hamouma 69’ Nicoli?a |

| Arbitro: | Stephan Klossner |

|  |           |                            |
|  | Marcatori | 41’ Chumbinho 50’ Reynaldo |

| Arbitro: | Tasos Sidiropoulos |

|  |           |                    |
|  | Marcatori | 11’ (rig.) Evandro |

| Arbitro: | Javier Estrada |

|  |           |                                       |
|  | Marcatori | 9’ Oumaru 29’ Vranjes 83’ Kaluđerović |

| Arbitro: | Arnold Hunter |

|                   |           |  |
| Sanogo Junior 69’ | Marcatori |  |

| Arbitro: | Kristo Tohver |

|                                       |                      |                                           |
| Er Rafik 46’                          | Marcatori            |                                           |
| Caron Jänisch Franzoni Luisi Lebresne | Tiri di rigore 3 – 4 | Drage Ondrášek Johansen Pritchard Nystrøm |

| Arbitro: | Martin Strömbergsson |

|              |           |                        |
| Chermiti 17’ | Marcatori | 64’ Frýdek 85’ Rybalka |

| Malmö 8 agosto 2013, ore 19:45 UTC+2 | Malmö FF         | 0 – 0 referto | Swansea City | Swedbank Stadion\| Arbitro: \| Serdar Gözübüyük \| |
| Arbitro:                             | Serdar Gözübüyük |               |              |                                                    |

| Arbitro: | Ante Vučemilović-Šimunović |

|                     |           |                            |
| van der Heijden 72’ | Marcatori | 21’ Boudjemaa 90+5’ Grozav |

| Trebisonda 8 agosto 2013, ore 21:00 UTC+3 | Trabzonspor    | 0 – 0 referto | Dinamo Minsk | Hüseyin Avni Aker\| Arbitro: \| Stephan Studer \| |
| Arbitro:                                  | Stephan Studer |               |              |                                                   |

| Arbitro: | Gediminas Mažeika |

|            |           |                                |
| Kamara 71’ | Marcatori | 15’ Hubník 81’ Vanek 90’ Piták |

| Arbitro: | Ruddy Buquet |

|                         |           |                        |
| Ivanovski 86’ Tembo 89’ | Marcatori | 83’ Adi 88’ Van Kessel |

| Aspach 8 agosto 2013, ore 20:20 UTC+2 | Stoccarda      | 0 – 0 referto | Botev Plovdiv | Comtech Arena\| Arbitro: \| Padraig Sutton \| |
| Arbitro:                              | Padraig Sutton |               |               |                                               |

| Arbitro: | Simon Lee Evans |

|                            |           |              |
| Petsos 26’ Schaub 62’, 85’ | Marcatori | 57’ Grazzini |

| Arbitro: | Jakob Kehlet |

|                          |           |               |
| Bulot 53’ De Camargo 70’ | Marcatori | 84’ De Guzman |

| Arbitro: | Yevhen Aranovskiy |

|                 |           |                                                       |
| Pavicevic 90+1’ | Marcatori | 10’ Machín 23’, 39’ Rusescu 33’ Rabello 37’, 60’ Coke |

| Arbitro: | Miroslav Zelinka |

|                                         |           |                           |
| Refaelov 58’ Duarte 80’ De Sutter 90+1’ | Marcatori | 9’, 76’ Sobota 60’ Paixão |

| Belgrado 8 agosto 2013, ore 20:30 UTC+2 | Stella Rossa | 0 – 0 referto | Čornomorec' | Stadio Stella Rossa\| Arbitro: \| Artur Soares \| |
| Arbitro:                                | Artur Soares |               |             |                                                   |

| Arbitro: | Antti Munukka |

|                                              |           |  |
| Di Natale 9’ Lazzari 82’ Basta 86’ Vydra 90’ | Marcatori |  |

| Arbitro: | Pavle Radovanović |

|                                     |                      |                                         |
|                                     | Marcatori            | 75’ Rnić                                |
| Mackay Cregg Fallon Edwards MacLean | Tiri di rigore 2 – 3 | Vasilyuk Razin Sverchinski Kibuk Kozeka |

| Arbitro: | Sébastien Delferière |

|                                     |                      |                                       |
| Margeirsson 27’                     | Marcatori            |                                       |
| Ingason Lysson Jónsson Rohde Troost | Tiri di rigore 1 – 2 | Badlo Khayrullin Kenzhesariev Kapadze |

### Tabella riassuntiva
| Squadra 1         | Totale          | Squadra 2         | Andata | Ritorno     |
| ----------------- | --------------- | ----------------- | ------ | ----------- |
| Čornomorec'       | 3 - 1           | Stella Rossa      | 3 - 1  | 0 - 0       |
| Široki Brijeg     | 1 - 7           | Udinese           | 1 - 3  | 0 - 4       |
| Ventspils         | 0 - 3           | Maccabi Haifa     | 0 - 0  | 0 - 3       |
| Dinamo Minsk      | 0 - 1           | Trabzonspor       | 0 - 1  | 0 - 0       |
| Śląsk Breslavia   | 4 - 3           | Club Bruges       | 1 - 0  | 3 - 3       |
| AS Trenčín        | 3 - 5           | Astra Giurgiu     | 1 - 3  | 2 - 2       |
| Swansea City      | 4 - 0           | Malmö FF          | 4 - 0  | 0 - 0       |
| Petrolul Ploiești | 3 - 2           | Vitesse           | 1 - 1  | 2 - 1       |
| Slovan Liberec    | 4 - 2           | Zurigo            | 2 - 1  | 2 - 1       |
| Aqtöbe            | 1 - 1 (2-1 dcr) | Breiðablik        | 1 - 0  | 0 - 1 (dts) |
| Randers           | 1 - 4           | Rubin             | 1 - 2  | 0 - 2       |
| Žalgiris          | 2 - 2 (gfc)     | Lech Poznań       | 1 - 0  | 1 - 2       |
| Siviglia          | 9 - 1           | Mladost Podgorica | 3 - 0  | 6 - 1       |
| Hajduk Spalato    | 0 - 2           | Dila Gori         | 0 - 1  | 0 - 1       |
| Kukësi            | 2 - 1           | Metalurh Donec'k  | 2 - 0  | 0 - 1       |
| Pandurii          | 3 - 2           | Hapoel Tel Aviv   | 1 - 1  | 2 - 1       |
| Tromsø            | 1 - 1 (4-3 dcr) | Differdange 03    | 1 - 0  | 0 - 1 (dts) |
| Motherwell        | 0 - 3           | Kuban'            | 0 - 2  | 0 - 1       |
| Saint-Étienne     | 6 - 0           | Milsami Orhei     | 3 - 0  | 3 - 0       |
| Jablonec          | 5 - 2           | Strømsgodset      | 2 - 1  | 3 - 1       |
| Qarabağ           | 3 - 0           | Gefle             | 1 - 0  | 2 - 0       |
| Rijeka            | 3 - 2           | Žilina            | 2 - 1  | 1 - 1       |
| Asteras Tripolīs  | 2 - 4           | Rapid Vienna      | 1 - 1  | 1 - 3       |
| Botev Plovdiv     | 1 - 1 (gfc)     | Stoccarda         | 1 - 1  | 0 - 0       |
| Estoril Praia     | 1 - 0           | Hapoel Ramat Gan  | 0 - 0  | 1 - 0       |
| Vojvodina         | 5 - 2           | Bursaspor         | 2 - 2  | 3 - 0       |
| Skoda Xanthī      | 2 - 4           | Standard Liegi    | 1 - 2  | 1 - 2       |
| Häcken            | 1 - 3           | Thun              | 1 - 2  | 0 - 1       |
| Minsk             | 1 - 1 (3-2 dcr) | St. Johnstone     | 0 - 1  | 1 - 0 (dts) |